# デニス・キプルト・キメット
デニス・キプルト・キメット（Dennis Kipruto Kimetto、1984年1月22日 - ）は、ケニアの長距離選手。男子。専門種目はマラソン。デニス・キメットとも。

## 経歴

### 出生
デニス・キプルト・キメットは1984年1月にケニアのエルドレットに生まれた。

### ハーフマラソン国際大会優勝と年齢誤報道騒動
キメットは競技生活を開始したのが遅かった。そのため最初の大舞台での優勝は27歳の時に出場した、2011年ナイロビマラソンのハーフマラソン部門であり、タイムは1時間1分30秒であった。
2012年2月、初の国際大会であるRAKハーフマラソンではウィルソン・キプサング・キプロティチらに競り勝ち、1時間0分40秒で優勝した。同年4月、ベルリンハーフマラソンで59分14秒で優勝。このときキメットの年齢は28歳であったものの18歳と10年若く誤報され、ジュニア世界ベストとみなされた。誤報の原因はキメットのパスポートに年齢が10歳若く、名前がコエチ(Dennis Kipruto Koech)と誤った情報が記載された状態で発行されていたためである。そのため、2つの国際大会(RAKハーフマラソン、ベルリンハーフマラソン)ではデニス・キプルト・コエチとしてクレジットされてきたが、次の大会から修正された。

### マラソンデビューと世界記録樹立
2012年にベルリンマラソンでマラソンデビューをすると、ジョフリー・ムタイに続く2位に入った。
2013年には、東京マラソンとシカゴマラソンでそれぞれ優勝を果たす。
2014年には、ベルリンマラソンで世界記録を更新する、2時間2分57秒をマーク。30～35kmのラップが14分9秒、後半のハーフは1時間1分12秒と驚異的なスプリットを刻んだ。
2015年、ロンドンマラソンに初出場。元世界記録保持者のウィルソン・キプサング・キプロティチとの直接対決だったが、マラソン連勝中のエリウド・キプチョゲが優勝。2時間4分42秒。キプサングが2位、キメットは3位に終わった。その後、世界陸上北京大会、福岡国際マラソンに出場するが、故障により、両レースとも途中棄権に終わっている。
2016年、再びロンドンマラソンに出場。故障がまだ完治しておらず、2時間11分44秒の9位に終わる。その結果、リオ五輪代表の選出からも漏れた。
世界記録を樹立後、故障等により、芳しい結果を残せていない。

## キメットのマラソン世界記録
- 2時間02分57秒：2014年9月28日 ベルリンマラソン

|            | 5km   | 10km  | 15km  | 20km  | ハーフ  | 25km    | 30km    | 35km    | 40km    | ゴール  |
| ---------- | ----- | ----- | ----- | ----- | ------- | ------- | ------- | ------- | ------- | ------- |
| タイム     | 14:42 | 29:24 | 44:10 | 58:36 | 1:01:45 | 1:13:08 | 1:27:38 | 1:41:47 | 1:56:29 | 2:02:57 |
| スプリット | 14:42 | 14:42 | 14:46 | 14:26 |         | 14:32   | 14:30   | 14:09   | 14:42   | 6:28    |

## マラソン成績
| 年月    | 大会名                 | タイム      | 順位  | 備考                |
| ------- | ---------------------- | ----------- | ----- | ------------------- |
| 2012.09 | ベルリンマラソン       | 2：04：16   | 2位   | 世界歴代5位（当時） |
| 2013.02 | 東京マラソン           | 2：06：50   | 優勝  | 大会記録            |
| 2013.04 | ロンドンマラソン       | ----------- | (DNF) |                     |
| 2013.09 | シカゴマラソン         | 2：03：45   | 優勝  | 世界歴代3位（当時） |
| 2014.04 | ボストンマラソン       | ----------- | (DNF) |                     |
| 2014.09 | ベルリンマラソン       | 2：02：57   | 優勝  | 世界記録（当時）    |
| 2015.04 | ロンドンマラソン       | 2：05：50   | 3位   |                     |
| 2015.08 | 世界陸上北京大会       | ----------- | (DNF) |                     |
| 2015.12 | 福岡国際マラソン       | ----------- | (DNF) |                     |
| 2016.04 | ロンドンマラソン       | 2：11：44   | 9位   |                     |
| 2017.10 | シカゴマラソン         | ----------- | (DNF) |                     |
| 2018.04 | ウィーンシティマラソン | ----------- | (DNF) |                     |
| 2018.11 | 上海国際マラソン       | 2：14：54   | 10位  |                     |